# Gonioryctus mauiensis
Gonioryctus mauiensis är en skalbaggsart som beskrevs av Sharp 1908. Gonioryctus mauiensis ingår i släktet Gonioryctus och familjen glansbaggar. Inga underarter finns listade i Catalogue of Life.